# Aeroméxico Connect
AeroLitoral, S.A. de C.V, beter bekend als Aeroméxico Connect en voorheen als Aerolitoral, is de regionale luchtvaartmaatschappij van Aeroméxico en is daarmee aangesloten bij SkyTeam. De maatschappij voert vluchten uit vanaf haar hubs op de luchthavens van Mexico-Stad en Monterrey binnen Noord- en Midden-Amerika.

## Geschiedenis
Aeroméxico Connect werd in 1988 opgericht als Servicios Aéreos Litoral en werd op 1 december 1990 een dochteronderneming van Aeroméxico. De maatschappij groeide en het routenetwerk en vloot werden flink uitgebreid. In 1997 werden er onder andere Saab 340s in dienst genomen waarvan enkele toestellen van KLM Cityhopper kwamen. Op 22 november 2007 werd de naam veranderd naar Aeroméxico Connect.

## Vloot

### Huidige vloot

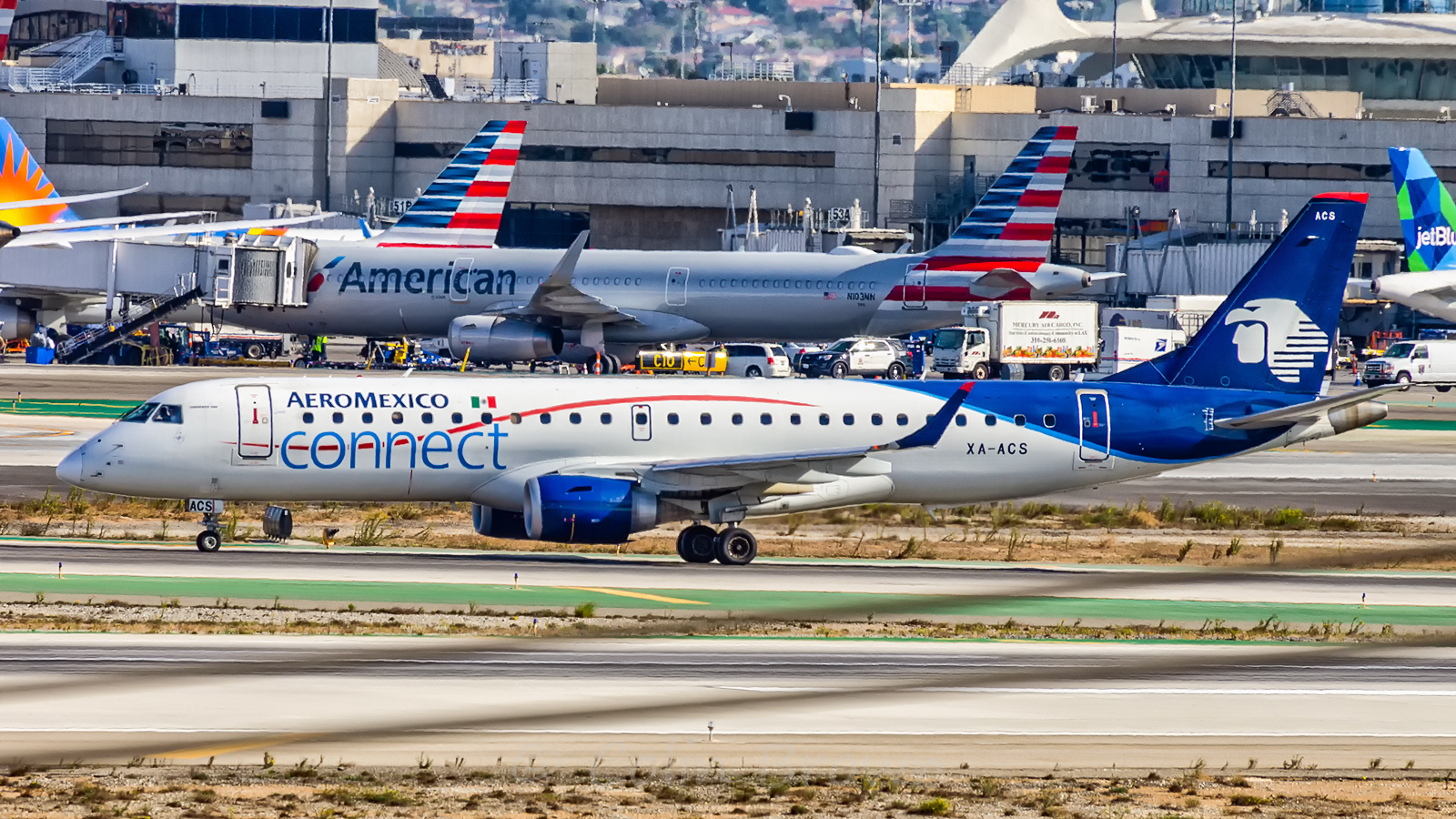
Een Embraer 190 van Aeroméxico Connect

De vloot van Aeroméxico Connect bestaat uit de volgende toestellen (juni 2024):
| Type        | Aantal | Orders | Passagiers | Passagiers | Passagiers | Opmerkingen |
| Type        | Aantal | Orders | PE         | E          | Totaal     | Opmerkingen |
| ----------- | ------ | ------ | ---------- | ---------- | ---------- | ----------- |
| Embraer 190 | 37     | —      | 11         | 88         | 99         |             |
| Totaal      | 37     | —      |            |            |            |             |

### Voormalige vloot

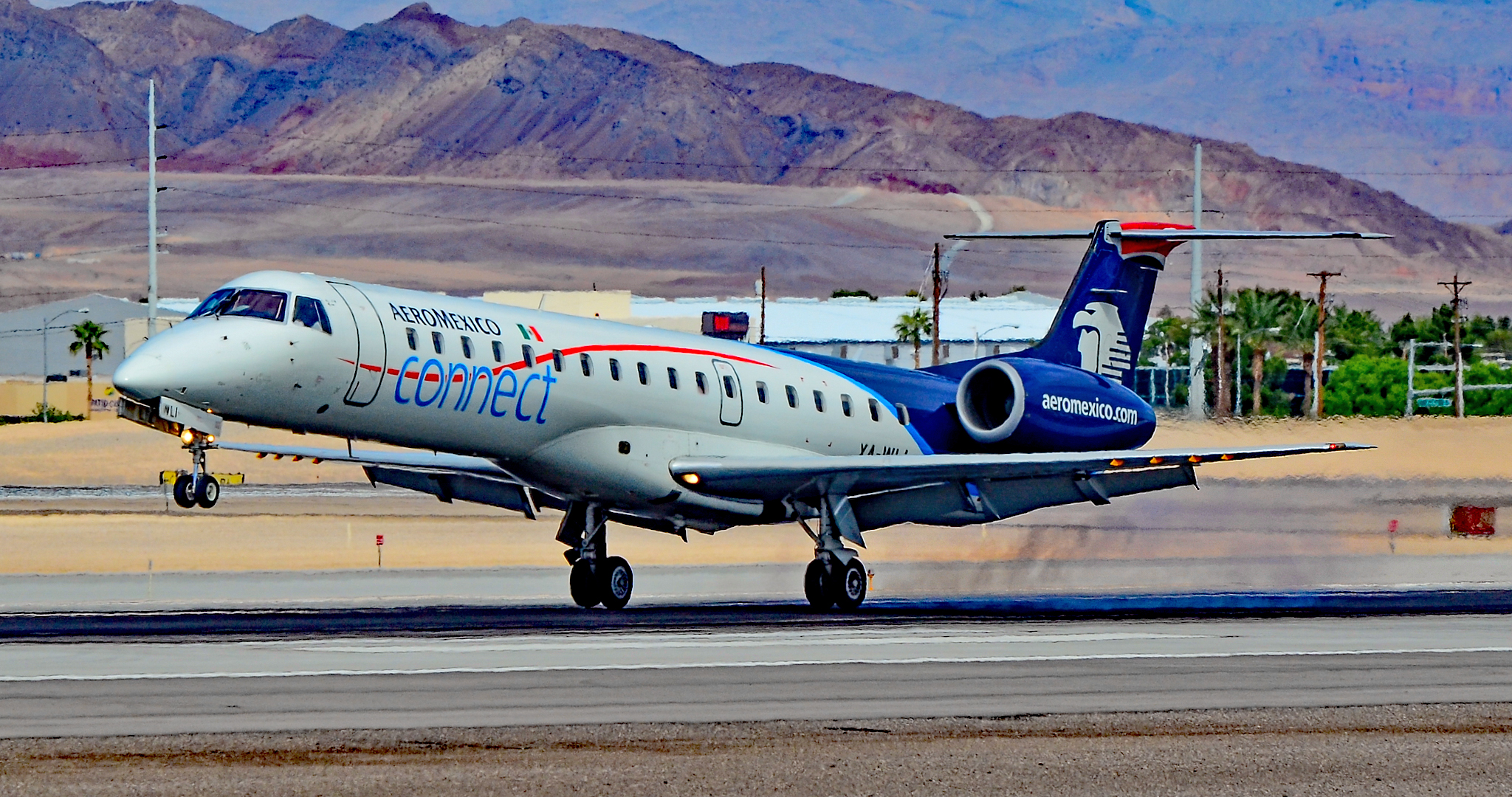
Voormalige Embraer ERJ-145 van Aeroméxico Connect

Aeroméxico Connect vloog ook met de volgende toestellen:
| Type                            | Aantal | In dienst | Uitgefaseerd | Opmerkingen |
| ------------------------------- | ------ | --------- | ------------ | ----------- |
| Embraer ERJ-145                 | 40     | 2007      | 2017         |             |
| Embraer 170                     | 13     | 2012      | 2020         |             |
| Embraer 175                     | 3      | 2013      | 2017         |             |
| Fairchild Swearingen Metroliner | 23     | 1991      | 1999         |             |
| Saab SF-340                     | 24     | 1997      | 2010         |             |

## Bestemmingen
Aeroméxico vliegt naar de volgende bestemmingen (juni 2024):
| Land             | Stad                 | Luchthaven                                               | Opmerkingen       |
| ---------------- | -------------------- | -------------------------------------------------------- | ----------------- |
| El Salvador      | San Salvador         | Luchthaven El Salvador                                   |                   |
| Honduras         | San Pedro Sula       | Internationale luchthaven Ramón Villeda Morales          |                   |
| Mexico           | Acapulco             | Internationale luchthaven Acapulco                       |                   |
| Mexico           | Aguascalientes       | Internationale luchthaven Aguascalientes                 |                   |
| Mexico           | Campeche             | Internationale luchthaven Ing. Alberto Acuña Ongay       |                   |
| Mexico           | Ciudad del Carmen    | Internationale luchthaven Ciudad del Carmen              |                   |
| Mexico           | Ciudad Obregón       | Internationale luchthaven Ciudad Obregón                 |                   |
| Mexico           | Colima               | Luchthaven Licenciado Miguel de la Madrid                |                   |
| Mexico           | Cozumel              | Internationale luchthaven Cozumel                        |                   |
| Mexico           | Durango              | Internationale luchthaven Durango                        |                   |
| Mexico           | Guadalajara          | Internationale luchthaven Don Miguel Hidalgo y Costilla  | basis             |
| Mexico           | Huatulco             | Internationale luchthaven Bahías de Huatulco             |                   |
| Mexico           | Manzanillo           | Internationale luchthaven Playa de Oro                   |                   |
| Mexico           | Matamoros            | Internationale luchthaven Generaal Servando Canales      |                   |
| Mexico           | Mérida               | Internationale luchthaven Mérida                         |                   |
| Mexico           | Mexico-Stad          | Internationale luchthaven van Mexico-Stad                | hub               |
| Mexico           | Mexico-Stad          | Internationale luchthaven Generaal Felipe Ángeles        |                   |
| Mexico           | Minatitlán           | Internationale luchthaven Minatitlán                     |                   |
| Mexico           | Monterrey            | Internationale luchthaven Generaal Mariano Escobedo      | hub               |
| Mexico           | Morelia              | Internationale luchthaven Generaal Francisco Mujica      |                   |
| Mexico           | Nuevo Laredo         | Internationale luchthaven Quetzalcóatl                   |                   |
| Mexico           | Oaxaca               | Internationale luchthaven Xoxocotlán                     |                   |
| Mexico           | Puerto Escondido     | Internationale luchthaven Puerto Escondido               |                   |
| Mexico           | Puerto Vallarta      | Internationale luchthaven Licenciado Gustavo Díaz Ordaz  |                   |
| Mexico           | Querétaro            | Intercontinentale luchthaven Querétaro                   |                   |
| Mexico           | Reynosa              | Internationale luchthaven Generaal Lucio Blanco          |                   |
| Mexico           | San Luis Potosí      | Internationale luchthaven San Luis Potosí                |                   |
| Mexico           | Silao de la Victoria | Internationale luchthaven Bajío                          |                   |
| Mexico           | Tampico              | Internationale luchthaven Generaal Francisco Javier Mina |                   |
| Mexico           | Tapachula            | Internationale luchthaven Tapachula                      |                   |
| Mexico           | Tepic                | Internationale luchthaven Amado Nervo                    |                   |
| Mexico           | Tulum                | Internationale luchthaven Felipe Carrillo Puerto         |                   |
| Mexico           | Tuxtla Gutiérrez     | Internationale luchthaven Ángel Albino Corzo             |                   |
| Mexico           | Veracruz             | Internationale luchthaven Generaal Heriberto Jara        |                   |
| Mexico           | Villahermosa         | Internationale luchthaven Carlos Rovirosa Pérez          |                   |
| Mexico           | Zacatecas            | Internationale luchthaven Generaal Leobardo C. Ruiz      |                   |
| Mexico           | Zihuatanejo          | Internationale luchthaven Ixtapa-Zihuatanejo             |                   |
| Nicaragua        | Managua              | Luchthaven Managua                                       |                   |
| Verenigde Staten | Atlanta              | Hartsfield-Jackson Atlanta International Airport         |                   |
| Verenigde Staten | Dallas               | Dallas/Fort Worth International Airport                  |                   |
| Verenigde Staten | Detroit              | Detroit Metropolitan Wayne County Airport                |                   |
| Verenigde Staten | Houston              | George Bush Intercontinental Airport                     |                   |
| Verenigde Staten | McAllen              | McAllen Miller International Airport                     |                   |
| Verenigde Staten | Miami                | Internationale Luchthaven Miami                          |                   |
| Verenigde Staten | Orlando              | Orlando International Airport                            |                   |
| Verenigde Staten | Raleigh              | Raleigh-Durham International Airport                     | Vanaf 1 juli 2024 |
| Verenigde Staten | Tampa                | Tampa International Airport                              | Vanaf 1 juli 2024 |

## Incidenten en ongevallen
- Op 6 september 2001 stopte een motor van een Saab SF-340 van Aerolitoral. Er werd een noodlanding gemaakt in een veld en het toestel raakte total loss. Er waren enkele lichtgewonden.[8]
- Op 21 januari 2010 raakte Aeroméxico Connect vlucht 2051 van de landingsbaan na uit te wijken naar de luchthaven van Tijuana vanwege slecht weer. Het toestel met registratie XA-WAC werd weer gerepareerd en keerde later terug in dienst.[9]
- Op 31 juli 2018 crashte Aeroméxico Connect vlucht 2431 tijdens het opstijgen vanuit Durango. Het toestel met registratie XA-GAL brandde volledig uit, maar iedereen heeft het overleefd.[10][11]
- Op 5 januari 2023 werd een toestel geraakt door een kogel. Dit gebeurde door kartelleden die in het rond schoten na de arrestatie van Ovidio Guzmán, een zoon van drugsbaron El Chapo.[12]